# Möckmühl
Möckmühl er en by i delstaten Baden-Württemberg i Tyskland. Byen ligger i nærheden af Heilbronn ved floden Jagst, og har cirka 8.000 indbyggere.
Möckmühl blev grundlagt i 779-tallet, byen blev nævnt som Meitamulen i et dokument fra klostret Fulda. Byen har et middelalderlig centrum og et lille slot. Götz von Berlichingen, kendt fra Goethes drama, var der i to år som württembergisk embedsmand, men blev arresteret i forbindelse med en militær konflikt (Den tyske bondekrig). Under Trediveårskrigen døde cirka 80% af befolkningen.
- Möckmühl, evangelisk kirke og rådhus
- Möckmühl, slottet.

- Möckmühl, fugleperspektiv
- Möckmühl, ca. 1640. (Matthäus Merian)